# Willem III van Forcalquier
Willem III van Forcalquier, ook gekend als Willem I van Forcalquier, (overleden te Avignon op 7 oktober 1129) was in 1129 korte tijd graaf van Forcalquier. Hij behoorde tot het huis Urgell.

## Levensloop
Willem III was de zoon van graaf Ermengol IV van Urgell uit diens huwelijk met gravin Adelheid van Forcalquier. Zijn halfbroer Ermengol V werd in 1092 graaf van Urgell.
In 1093 overleed graaf Bertrand I van Provence, de neef van zijn moeder Adelheid en de laatste mannelijke vertegenwoordiger van het huis Provence. Ongeveer 25 jaar later streden drie partijen om de macht in het graafschap: graaf Alfons Jordaan van Toulouse, graaf Raymond Berengarius III van Barcelona en Adelheid en Willem III van Forcalquier. Alfons Jordaan en Raymond Berengarius III verdeelden in 1125 het graafschap Provence en negeerden daarbij de erfrechten van Adelheid. Ook erkenden ze haar macht over Forcalquier niet.
Niet alleen de graaf van Toulouse en Barcelona, maar ook haar vazallen, erkenden haar autoriteit niet. Zo moest Willem in de jaren 1110 namens zijn moeder een opstand neerslaan. Nadat zijn moeder in 1129 overleed, volgde hij haar op als graaf van Forcalquier. Hij oefende deze functie slechts enkele maanden uit, aangezien Willem III in oktober 1129 stierf.

## Huwelijk en nakomelingen
Rond 1126/1127 huwde Willem III met Gersindis, dochter van graaf Guigo III van Albon. Uit hun huwelijk zijn twee zonen bekend:
- Gigo (overleden in 1149), graaf van Forcalquier
- Bertrand I (overleden in 1151), graaf van Forcalquier